# Mariya Nikolayevna của Nga
Mariya Nikolayevna của Nga (Mariya Nikolayevna Romanova; tiếng Nga: Великая Княжна Мария Николаевна, (26 tháng 6 [lịch cũ 14 tháng 6] năm 1899 – 17 tháng 7 năm 1918). Vào năm 1900 và sau đó, sinh nhật của cô diễn ra vào ngày 26 theo lịch mới. Cô là con gái thứ ba của Sa hoàng Nikolai II của Nga và Alix của Hessen và Rhein và là chị gái của Nữ Đại vương công Anastasia nổi tiếng. Thông qua mẹ, Maria còn là cháu cố của Victoria của Anh. Cô và gia đình cùng những người hầu cận bị xử bắn bởi những người Bolshevik Nga năm 1918 dẫn đến việc được Giáo hội Chính thống Nga phong thánh.
Các chị gái của Mariya là Nữ Đại vương công Olga, Tatyana. Các em của cô gồm có Nữ Đại vương công Anastasiya và Thái tử Aleksey, người thừa kế của Đế quốc Nga.

## Chào đời
Mariya Nikolaevna Romanova chào đời tại Cung điện Peterhof, Saknt-Peterburg, Nga. Sự ra đời của cô lại tiếp tục là điều không mong muốn của Hoàng gia Nga, nhất là Alix của Hessen và Rhein, vì Đế quốc Nga cần có một người nối ngôi. Theo bộ luật của Sa hoàng Pavel I, thứ tự thừa kế hoàng vị nước Nga được ưu tiên cho các thành viên nam của triều Romanov dù quan hệ huyết thống với sa hoàng xa đến đâu đi nữa, miễn là có bất cứ người nào còn sống. Vì thế, Maria không đủ điều kiện để làm người nối ngôi.

## Tuổi thơ và tính cách
Dù là đứa con không được mong muốn, song Alix và Nikolai II vẫn hết mực yêu thương Maria và những người chị em của cô (Olga, Tatyana, Anastasiya). Mariya được coi là người ngoan hiền nhất trong cả bốn chị em. Olga và Tatiana đều phản đối việc cho Mariya chơi cùng vì cô quá hiền và sẽ chẳng bao giờ muốn làm những trò nghịch ngợm như các chị. Thậm chí, Sa hoàng Nikolai II từng lo lắng vì cô con gái yêu của mình quá hiền lành và tỏ vẻ vui mừng một lần khi cô nghịch ngợm bằng cách trộm vài cái bánh quy lên bàn trà của ông. Người trong non Maria, Eagar, nói rằng cô rất yêu cha của mình và luôn cố gắng trốn khỏi sự kiểm soát của Eagar để đi gặp Sa hoàng. Khi Nikolai II bị bệnh thương hàn, Maria luôn hôn vào tấm chân dung của cha mình hằng đêm trước khi đi ngủ để mong cho ông khỏi bệnh.
Maria Nikolaevna nổi tiếng về vẻ đẹp của mình. Cô có mái tóc nâu nhạt và đôi mắt to màu xanh thẫm, được biết đến trong gia đình là "Maria's saucer" (ý chỉ đôi mắt to tròn). Giống như ông nội của mình Sa hoàng Aleksandr III của Nga, Maria khỏe 1 cách phi thường. Thỉnh thoảng cô nâng gia sư của mình lên khỏi mặt đất để giải trí. Maria Nikolaevna, một mình trong số các chị em, có tài năng vẽ và phác họa khá tốt, luôn luôn bằng tay trái. Cô thường được các chị em gọi là "Mashka".
Khác với ba người chị em của mình, Marie tuy không năng động bằng nhưng cô hiểu rõ về bản thân. Cô có tài hội họa và theo phác thảo khung cảnh bằng tay trái nhưng lại không hứng thú với việc học hành. Mặc dù tính tình ngọt ngào, Maria đôi lúc trở nên cứng đầu và biếng nhác. Mẹ của cô phàn nàn trong một lá thư rằng Maria hai cau có và "coi thường" những người làm cô khó chịu. Tâm trạng thất thường của cô thường xảy ra vào mỗi kỳ kinh nguyệt. Cô rất thích những lời tán tỉnh vui đùa của những lính cai quản cung điện. Cô rất thích trẻ em và nếu không phải vì sinh ra trong gia đình Hoàng gia rất có nhiều khả năng của sẽ lấy một người lính làm chồng và sinh thật nhiều con.

## Lưu vong và hành quyết

### Lưu vong

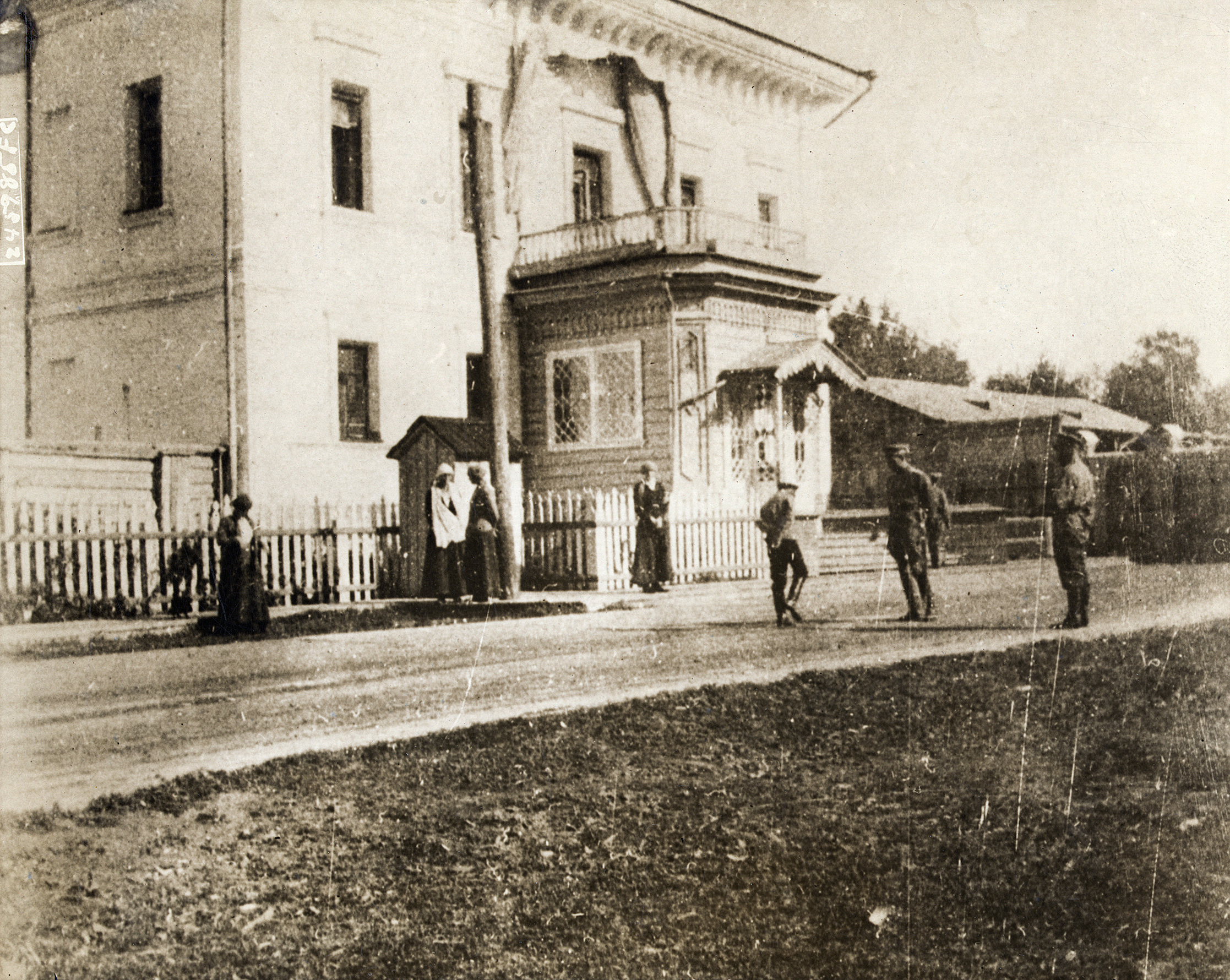
Gia đình Maria tại Tobolsk, trong thời gian bị giam lỏng

Năm 1917, Đế quốc Nga rơi vào cơn lốc Cách mạng. Bắt đầu từ những vụ cướp kho lương, bãi công, và cuộc binh biến tại Petrograd (Saint Peterburg), một loại sự kiện quan trọng đã xảy ra. Ngày 15/3, cha của Maria là Sa hoàng Nikolai II thoái vị và một chính phủ lâm thời đước các chính khách Nga trong Duma (quốc hội Nga) thành lập. Công nhân và binh lính cũng thành lập các ủy ban, gọi là "Xô viết", tạo ra hai chính quyền song song tồn tại. Ngày 22 tháng 3 năm 1917, gia đình ông tại Cung điện Aleksander ở Tsarskoe Selo, bị chính phủ lâm thời cai quản. Vào tháng 8 năm 1917, chính phủ lâm thời Aleksandr Kerensky di tản gia đình Romanov tới Tobolsk, Siberia với lý do là để bảo vệ họ tránh khỏi làn sóng cách mạng. Ở đó họ sống trong ngôi nhà của cựu thống đốc cũ, tương đối tiện nghi. Nhưng tháng 4/1918, Maria cùng với gia đinh bị chuyển tới Yekaterinburg, thuộc dãy núi Ural, và sống trong dinh thự Ipatiev, hay còn gọi là "Căn nhà có mục đích đặc biệt" (tiếng Anh: The House of Special Purpose; tiếng Nga: Дом Особого Назначения), và bị những người Bolshevik đia phương canh gác chặt chẽ.

### Hành quyết

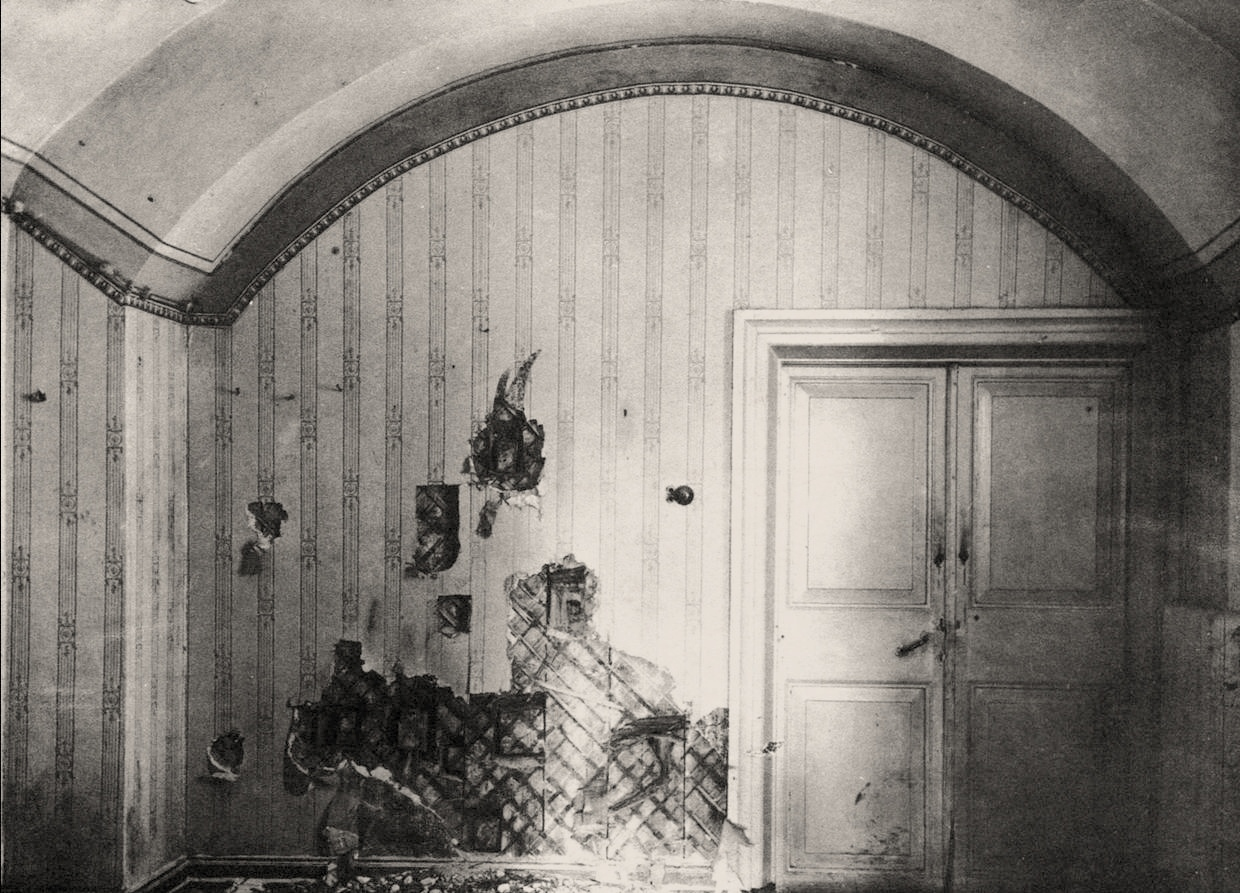
Tầng hầm dinh thự Ipatiev, nơi Maria cùng gia đình và các người hầu bị xử tử

Vào khoảng 1 giờ sáng ngày 17/7/1918, trong một biệt thự kiên cố ở thị trấn Yekaterinburg, thuộc dãy núi Ural, gia đình Romanov, gồmNikolai II, Alix, Maria và các chị em, bốn người hầu còn lại của họ, bị những người Bolshevik đánh thức và lệnh cho họ phải mặc quần áo và tập trung trong hầm của biệt thự. Nikolai II, vẫn bình tĩnh bồng đứa con duy nhất của mình, Aleksey, xuống dưới tầng hầm. Bạch vệ, quân đội hỗ trợ Sa hoàng, đang đến gần; và họ có thể nghe thấy tiếng nổ của những khẩu súng lớn. Họ đứng gần nhau như thể họ đang chụp ảnh chân dung gia đình trong một căn hầm trống trải. Nikolai đã yêu cầu ghế cho Alix và Aleksey ngồi. Họ vẫn tỏ ra không biết gì về số phận của mình. Họ đợi ở đó cho đến khi, đột nhiên, 11 hoặc 12 người đàn ông có vũ trang nặng nề vào phòng. Yurovsky, kẻ hành quyết chính, tiếp cận họ, với những kẻ hành quyết phía sau anh ta và đọc một tuyên bố đã chuẩn bị khiến cho Maria và những người khác kinh ngạc: "Hồi Chủ tịch của Liên Xô khu vực, hoàn thành ý chí của Cách mạng, đã ra lệnh rằng cựu Sa hoàng Nikolai Romanov, có tội Vô số tội ác đẫm máu đối với người dân, nên bị bắn." Khi hắn ta kết thúc, họ bắt đầu nổ súng vào gia đình.
Nikolai II chết do nhiều phát súng bắn vào, Alix chết do bị một viên đạn nã vào đầu. Những phát súng đầu tiên chỉ giết chết Sa hoàng, Sa hậu, bác sĩ Boktin và hai người hầu cận khác. Maria cố gắng trốn thoát qua cửa phía sau căn phòng dẫn đến khu vực nhà kho nhưng nó đã bị đóng đinh khóa kín. Những âm thanh phát ra khi cô đập cửa đã thu hút sự chú ý của tên chỉ huy quân sự Peter Ermakov say xỉn. Hắn xả súng về phía Maria và viên đạn đã trúng bắp chân của cô. Maria, Anna Demidova (hầu nữ của Alix) và các chị em vẫn còn sống và chỉ có Maria bị thương (sau đó người ta phát hiện ra rằng trang sức kim cương được khâu vào quần áo của họ có tác dụng như áo giáp trong cuộc tấn công ban đầu). Những kẻ ám sát sau đó rời căn phòng vài phút đợi làn khói từ những phát súng tan bớt rồi giết những người còn lại. Hầu nữ Demidova sống sót sau lần công kích đầu, nhưng do nghe được tiếng của bà, Demidova nhanh chóng bị đâm tới chết khi nép vào tường của tầng hầm, với nỗ lực cố gắn phòng vệ bằng hai chiếc gối nhỏ mà bà mang theo chứa đầy ngọc và đá quý. Aleksey thì ngồi trên ghế, sợ hãi và bị kết liễu bởi hai phát súng vào đầu. Ermakov tiến tới 2 chị em Mariya và Anastasiya. Hắn chật vật với Maria và cố đâm cô bằng lưỡi lê được gắn trên súng. Trang sức được khâu vào quần áo đã bảo vệ cô và hắn nói rằng cuối cùng hắn đã bắn vào đầu cô. Ermakov sau đó cũng chật vật với Anastasiya và nói rằng cũng kết liểu cô bằng cách tương tự. Khi các thi thể được mang ra ngoài, Maria hoặc có thể Anastasiya đã bật khóc, hét lên, và đã bị giết chết ngay sau đó.
11 thi thể bị lôi ra khỏi nhà và chất lên xe tải. Việc xử lý hài cốt rất hỗn loạn. Thi thể của họ sau đó được đưa đến khu rừng Koptyaki, bị lột đồ và cướp sạch trang sức. Các học giả tin rằng các thi thể đầu tiên được đổ vào một mỏ nông có tên Ganina Yama, mà những người Bolshevik đã cố gắng làm sụp đổ với lựu đạn. Trên đường đến nơi chôn cất mới, chiếc xe tải đã bị vùi lấp trong bùn, và hai thi thể hiện còn sót được cho là Aleksey và Mariya được chôn tại Porosenkov Log. Chín thi thể khác đã bị đốt cháy, nhúng axit clohidric và chôn cất trong một ngôi mộ riêng cách đó không quá xa.
Thi thể của các nạn nhân nằm trong hai ngôi mộ, các vị trí được giữ bí mật bởi các nhà lãnh đạo Liên Xô. Năm 1979, các nhà sử học nghiệp dư đã phát hiện ra hài cốt của Nikolai, Alix và ba cô con gái (Olga, Tatyana và Anastasiya). Năm 1991, sau khi Liên Xô sụp đổ, các ngôi mộ đã được mở cửa trở lại và danh tính của xác nhận được xác nhận bằng xét nghiệm DNA. Trong một buổi lễ năm 1998 có sự tham dự của tổng thống Nga, ông Vladimir Yeltsin và khoảng 50 người thân Romanov, hài cốt đã được cải táng trong hầm mộ gia đình ở Saint Peterburg. Khi phần còn lại của hai bộ xương được cho là những đứa trẻ Romanov còn lại, Maria và Alexei, được tìm thấy vào năm 2007 và được thử nghiệm tương tự, sau đó cũng được cải táng ở đó. Việc xét nghiệm DNA vào năm 2009 đã cho thấy Alexei mắc chứng máu khó đông loại B (hemophilia B), và một trong bốn người con gái là người mang gen bệnh, bị di truyền từ bà cố, Victoria của Anh. Phía bên nước Nga nói rằng đó là Anastasiya, trong khi các nhà khoa học Mỹ nói đó chính là Mariya.

## Tuyên thánh
Vào năm 2000, Mariya và cả gia đình được tuyên thánh với tư cách là người chịu nỗi thống khổ bởi Giáo hội Chính thống giáo Nga. Cả gia đình 
trước đó được tuyên thánh vào năm 1981 bởi Giáo hội Chính thống giáo Nga ngoài Nga với tư cách là thánh tử đạo. Thi thể của Sa hoàng Nikolai II, Alix của Hessen và Rhein, và ba cô con gái cuối cùng được an táng tại Nhà nguyện thánh Etkaterina thuộc Nhà thờ chính tòa Thánh Pyotr và Pavel ở Sankt-Peterburg vào ngày 17 tháng 7 năm 1998, tám mươi năm sau khi bị ám sát.  Tới năm 2018 bộ xương của Aleksey và Mariya (hoặc Anastasia) vẫn được giữ bởi Giáo hội.

## Phả hệ
| \| \| \| \| \| \| \| \| \| \| \| \| \| \| \| \| \| \| \| \| 16. Nikolai I của Nga \| \| \| \| \| \| \| \| \| \| \| \| \| \| \| \| \| \| \| \| \| \| \| \| \| \| \| \| \| \| \| \| \| \| \| \| \| \| \| \| \| \| \| \| \| \| \| \| \| \| \| \| \| \| 8. Aleksandr II của Nga[11] \| \| \| \| \| \| \| \| \| \| \| \| \| \| \| \| \| \| \| \| \| \| \| \| \| \| \| \| \| \| \| \| \| \| \| \| \| \| \| \| \| \| \| \| \| \| \| \| \| \| \| \| \| \| 17. Charlotte Wilhelmine của Phổ \| \| \| \| \| \| \| \| \| \| \| \| \| \| \| \| \| \| \| \| \| \| \| \| \| \| \| \| \| \| \| \| \| \| \| \| \| \| \| \| \| \| \| \| \| \| \| \| \| \| \| \| \| \| 4. Aleksandr III của Nga[12] \| \| \| \| \| \| \| \| \| \| \| \| \| \| \| \| \| \| \| \| \| \| \| \| \| \| \| \| \| \| \| \| \| \| \| \| \| \| \| \| \| \| \| \| \| \| \| \| \| \| \| \| \| \| 18. Ludwig II xứ Hessen và Rhein (= 24) \| \| \| \| \| \| \| \| \| \| \| \| \| \| \| \| \| \| \| \| \| \| \| \| \| \| \| \| \| \| \| \| \| \| \| \| \| \| \| \| \| \| \| \| \| \| \| \| \| \| \| \| \| \| 9. Marie xứ Hessen và Rhein[11] \| \| \| \| \| \| \| \| \| \| \| \| \| \| \| \| \| \| \| \| \| \| \| \| \| \| \| \| \| \| \| \| \| \| \| \| \| \| \| \| \| \| \| \| \| \| \| \| \| \| \| \| \| \| 19. Wilhelmine xứ Baden (= 25) \| \| \| \| \| \| \| \| \| \| \| \| \| \| \| \| \| \| \| \| \| \| \| \| \| \| \| \| \| \| \| \| \| \| \| \| \| \| \| \| \| \| \| \| \| \| \| \| \| \| \| \| \| \| 2. Nikolai II của Nga \| \| \| \| \| \| \| \| \| \| \| \| \| \| \| \| \| \| \| \| \| \| \| \| \| \| \| \| \| \| \| \| \| \| \| \| \| \| \| \| \| \| \| \| \| \| \| \| \| \| \| \| \| \| 20. Friedrich Wilhelm I xứ Slesvig-Holsten-Sønderborg-Glücksborg \| \| \| \| \| \| \| \| \| \| \| \| \| \| \| \| \| \| \| \| \| \| \| \| \| \| \| \| \| \| \| \| \| \| \| \| \| \| \| \| \| \| \| \| \| \| \| \| \| \| \| \| \| \| 10. Christian IX của Đan Mạch[13] \| \| \| \| \| \| \| \| \| \| \| \| \| \| \| \| \| \| \| \| \| \| \| \| \| \| \| \| \| \| \| \| \| \| \| \| \| \| \| \| \| \| \| \| \| \| \| \| \| \| \| \| \| \| 21. Luise Karoline xứ Hessen-Kassel \| \| \| \| \| \| \| \| \| \| \| \| \| \| \| \| \| \| \| \| \| \| \| \| \| \| \| \| \| \| \| \| \| \| \| \| \| \| \| \| \| \| \| \| \| \| \| \| \| \| \| \| \| \| 5. Dagmar của Đan Mạch[12] \| \| \| \| \| \| \| \| \| \| \| \| \| \| \| \| \| \| \| \| \| \| \| \| \| \| \| \| \| \| \| \| \| \| \| \| \| \| \| \| \| \| \| \| \| \| \| \| \| \| \| \| \| \| 22. Wilhelm xứ Hessen-Kassel \| \| \| \| \| \| \| \| \| \| \| \| \| \| \| \| \| \| \| \| \| \| \| \| \| \| \| \| \| \| \| \| \| \| \| \| \| \| \| \| \| \| \| \| \| \| \| \| \| \| \| \| \| \| 11. Luise của Hessen-Kassel[13] \| \| \| \| \| \| \| \| \| \| \| \| \| \| \| \| \| \| \| \| \| \| \| \| \| \| \| \| \| \| \| \| \| \| \| \| \| \| \| \| \| \| \| \| \| \| \| \| \| \| \| \| \| \| 23. Charlotte của Đan Mạch \| \| \| \| \| \| \| \| \| \| \| \| \| \| \| \| \| \| \| \| \| \| \| \| \| \| \| \| \| \| \| \| \| \| \| \| \| \| \| \| \| \| \| \| \| \| \| \| \| \| \| \| \| \| 1. Maria Nikolayevna của Nga \| \| \| \| \| \| \| \| \| \| \| \| \| \| \| \| \| \| \| \| \| \| \| \| \| \| \| \| \| \| \| \| \| \| \| \| \| \| \| \| \| \| \| \| \| \| \| \| \| \| \| \| \| \| 24. Ludwig II xứ Hessen và Rhein (= 18) \| \| \| \| \| \| \| \| \| \| \| \| \| \| \| \| \| \| \| \| \| \| \| \| \| \| \| \| \| \| \| \| \| \| \| \| \| \| \| \| \| \| \| \| \| \| \| \| \| \| \| \| \| \| 12. Karl xứ Hessen và Rhein[14] \| \| \| \| \| \| \| \| \| \| \| \| \| \| \| \| \| \| \| \| \| \| \| \| \| \| \| \| \| \| \| \| \| \| \| \| \| \| \| \| \| \| \| \| \| \| \| \| \| \| \| \| \| \| 25. Wilhelmine xứ Baden (= 19) \| \| \| \| \| \| \| \| \| \| \| \| \| \| \| \| \| \| \| \| \| \| \| \| \| \| \| \| \| \| \| \| \| \| \| \| \| \| \| \| \| \| \| \| \| \| \| \| \| \| \| \| \| \| 6. Ludwig IV xứ Hessen và Rhein[15] \| \| \| \| \| \| \| \| \| \| \| \| \| \| \| \| \| \| \| \| \| \| \| \| \| \| \| \| \| \| \| \| \| \| \| \| \| \| \| \| \| \| \| \| \| \| \| \| \| \| \| \| \| \| 26. Wilhelm Karl của Phổ \| \| \| \| \| \| \| \| \| \| \| \| \| \| \| \| \| \| \| \| \| \| \| \| \| \| \| \| \| \| \| \| \| \| \| \| \| \| \| \| \| \| \| \| \| \| \| \| \| \| \| \| \| \| 13. Elisabeth của Phổ[14] \| \| \| \| \| \| \| \| \| \| \| \| \| \| \| \| \| \| \| \| \| \| \| \| \| \| \| \| \| \| \| \| \| \| \| \| \| \| \| \| \| \| \| \| \| \| \| \| \| \| \| \| \| \| 27. Maria Anna Amalie xứ Hessen-Homburg \| \| \| \| \| \| \| \| \| \| \| \| \| \| \| \| \| \| \| \| \| \| \| \| \| \| \| \| \| \| \| \| \| \| \| \| \| \| \| \| \| \| \| \| \| \| \| \| \| \| \| \| \| \| 3. Alix của Hessen và Rhein \| \| \| \| \| \| \| \| \| \| \| \| \| \| \| \| \| \| \| \| \| \| \| \| \| \| \| \| \| \| \| \| \| \| \| \| \| \| \| \| \| \| \| \| \| \| \| \| \| \| \| \| \| \| 28. Edward của Liên hiệp Anh \| \| \| \| \| \| \| \| \| \| \| \| \| \| \| \| \| \| \| \| \| \| \| \| \| \| \| \| \| \| \| \| \| \| \| \| \| \| \| \| \| \| \| \| \| \| \| \| \| \| \| \| \| \| 14. Victoria I của Liên hiệp Anh và Ireland[16] \| \| \| \| \| \| \| \| \| \| \| \| \| \| \| \| \| \| \| \| \| \| \| \| \| \| \| \| \| \| \| \| \| \| \| \| \| \| \| \| \| \| \| \| \| \| \| \| \| \| \| \| \| \| 29. Victoire xứ Sachsen-Coburg-Saalfeld \| \| \| \| \| \| \| \| \| \| \| \| \| \| \| \| \| \| \| \| \| \| \| \| \| \| \| \| \| \| \| \| \| \| \| \| \| \| \| \| \| \| \| \| \| \| \| \| \| \| \| \| \| \| 7. Alice của Liên hiệp Anh[15] \| \| \| \| \| \| \| \| \| \| \| \| \| \| \| \| \| \| \| \| \| \| \| \| \| \| \| \| \| \| \| \| \| \| \| \| \| \| \| \| \| \| \| \| \| \| \| \| \| \| \| \| \| \| 30. Ernst I xứ Sachsen-Coburg và Gotha \| \| \| \| \| \| \| \| \| \| \| \| \| \| \| \| \| \| \| \| \| \| \| \| \| \| \| \| \| \| \| \| \| \| \| \| \| \| \| \| \| \| \| \| \| \| \| \| \| \| \| \| \| \| 15. Albrecht xứ Sachsen-Coburg và Gotha[16] \| \| \| \| \| \| \| \| \| \| \| \| \| \| \| \| \| \| \| \| \| \| \| \| \| \| \| \| \| \| \| \| \| \| \| \| \| \| \| \| \| \| \| \| \| \| \| \| \| \| \| \| \| \| 31. Luise Pauline xứ Sachsen-Gotha-Altenburg \| \| \| \| \| \| \| \| \| \| \| \| \| \| \| \| \| \| \| \| \| \| \| \| \| \| \| \| \| \| \| \| \| \| \| \| \| \| \| \| \| \| \| \| \| \| \| \| \| \| \| \| |                                                                  |  |  |  |  |  |  |  |  |  |  |  |  |  |  |  |
| |                                                                  |  |  |  |  |  |  |  |  |  |  |  |  |  |  |  |
| | 16. Nikolai I của Nga                                            |  |  |  |  |  |  |  |  |  |  |  |  |  |  |  |
| |                                                                  |  |  |  |  |  |  |  |  |  |  |  |  |  |  |  |
| |                                                                  |  |  |  |  |  |  |  |  |  |  |  |  |  |  |  |
| | 8. Aleksandr II của Nga                                          |  |  |  |  |  |  |  |  |  |  |  |  |  |  |  |
| |                                                                  |  |  |  |  |  |  |  |  |  |  |  |  |  |  |  |
| |                                                                  |  |  |  |  |  |  |  |  |  |  |  |  |  |  |  |
| | 17. Charlotte Wilhelmine của Phổ                                 |  |  |  |  |  |  |  |  |  |  |  |  |  |  |  |
| |                                                                  |  |  |  |  |  |  |  |  |  |  |  |  |  |  |  |
| |                                                                  |  |  |  |  |  |  |  |  |  |  |  |  |  |  |  |
| | 4. Aleksandr III của Nga                                         |  |  |  |  |  |  |  |  |  |  |  |  |  |  |  |
| |                                                                  |  |  |  |  |  |  |  |  |  |  |  |  |  |  |  |
| |                                                                  |  |  |  |  |  |  |  |  |  |  |  |  |  |  |  |
| | 18. Ludwig II xứ Hessen và Rhein (= 24)                          |  |  |  |  |  |  |  |  |  |  |  |  |  |  |  |
| |                                                                  |  |  |  |  |  |  |  |  |  |  |  |  |  |  |  |
| |                                                                  |  |  |  |  |  |  |  |  |  |  |  |  |  |  |  |
| | 9. Marie xứ Hessen và Rhein                                      |  |  |  |  |  |  |  |  |  |  |  |  |  |  |  |
| |                                                                  |  |  |  |  |  |  |  |  |  |  |  |  |  |  |  |
| |                                                                  |  |  |  |  |  |  |  |  |  |  |  |  |  |  |  |
| | 19. Wilhelmine xứ Baden (= 25)                                   |  |  |  |  |  |  |  |  |  |  |  |  |  |  |  |
| |                                                                  |  |  |  |  |  |  |  |  |  |  |  |  |  |  |  |
| |                                                                  |  |  |  |  |  |  |  |  |  |  |  |  |  |  |  |
| | 2. Nikolai II của Nga                                            |  |  |  |  |  |  |  |  |  |  |  |  |  |  |  |
| |                                                                  |  |  |  |  |  |  |  |  |  |  |  |  |  |  |  |
| |                                                                  |  |  |  |  |  |  |  |  |  |  |  |  |  |  |  |
| | 20. Friedrich Wilhelm I xứ Slesvig-Holsten-Sønderborg-Glücksborg |  |  |  |  |  |  |  |  |  |  |  |  |  |  |  |
| |                                                                  |  |  |  |  |  |  |  |  |  |  |  |  |  |  |  |
| |                                                                  |  |  |  |  |  |  |  |  |  |  |  |  |  |  |  |
| | 10. Christian IX của Đan Mạch                                    |  |  |  |  |  |  |  |  |  |  |  |  |  |  |  |
| |                                                                  |  |  |  |  |  |  |  |  |  |  |  |  |  |  |  |
| |                                                                  |  |  |  |  |  |  |  |  |  |  |  |  |  |  |  |
| | 21. Luise Karoline xứ Hessen-Kassel                              |  |  |  |  |  |  |  |  |  |  |  |  |  |  |  |
| |                                                                  |  |  |  |  |  |  |  |  |  |  |  |  |  |  |  |
| |                                                                  |  |  |  |  |  |  |  |  |  |  |  |  |  |  |  |
| | 5. Dagmar của Đan Mạch                                           |  |  |  |  |  |  |  |  |  |  |  |  |  |  |  |
| |                                                                  |  |  |  |  |  |  |  |  |  |  |  |  |  |  |  |
| |                                                                  |  |  |  |  |  |  |  |  |  |  |  |  |  |  |  |
| | 22. Wilhelm xứ Hessen-Kassel                                     |  |  |  |  |  |  |  |  |  |  |  |  |  |  |  |
| |                                                                  |  |  |  |  |  |  |  |  |  |  |  |  |  |  |  |
| |                                                                  |  |  |  |  |  |  |  |  |  |  |  |  |  |  |  |
| | 11. Luise của Hessen-Kassel                                      |  |  |  |  |  |  |  |  |  |  |  |  |  |  |  |
| |                                                                  |  |  |  |  |  |  |  |  |  |  |  |  |  |  |  |
| |                                                                  |  |  |  |  |  |  |  |  |  |  |  |  |  |  |  |
| | 23. Charlotte của Đan Mạch                                       |  |  |  |  |  |  |  |  |  |  |  |  |  |  |  |
| |                                                                  |  |  |  |  |  |  |  |  |  |  |  |  |  |  |  |
| |                                                                  |  |  |  |  |  |  |  |  |  |  |  |  |  |  |  |
| | 1. Maria Nikolayevna của Nga                                     |  |  |  |  |  |  |  |  |  |  |  |  |  |  |  |
| |                                                                  |  |  |  |  |  |  |  |  |  |  |  |  |  |  |  |
| |                                                                  |  |  |  |  |  |  |  |  |  |  |  |  |  |  |  |
| | 24. Ludwig II xứ Hessen và Rhein (= 18)                          |  |  |  |  |  |  |  |  |  |  |  |  |  |  |  |
| |                                                                  |  |  |  |  |  |  |  |  |  |  |  |  |  |  |  |
| |                                                                  |  |  |  |  |  |  |  |  |  |  |  |  |  |  |  |
| | 12. Karl xứ Hessen và Rhein                                      |  |  |  |  |  |  |  |  |  |  |  |  |  |  |  |
| |                                                                  |  |  |  |  |  |  |  |  |  |  |  |  |  |  |  |
| |                                                                  |  |  |  |  |  |  |  |  |  |  |  |  |  |  |  |
| | 25. Wilhelmine xứ Baden (= 19)                                   |  |  |  |  |  |  |  |  |  |  |  |  |  |  |  |
| |                                                                  |  |  |  |  |  |  |  |  |  |  |  |  |  |  |  |
| |                                                                  |  |  |  |  |  |  |  |  |  |  |  |  |  |  |  |
| | 6. Ludwig IV xứ Hessen và Rhein                                  |  |  |  |  |  |  |  |  |  |  |  |  |  |  |  |
| |                                                                  |  |  |  |  |  |  |  |  |  |  |  |  |  |  |  |
| |                                                                  |  |  |  |  |  |  |  |  |  |  |  |  |  |  |  |
| | 26. Wilhelm Karl của Phổ                                         |  |  |  |  |  |  |  |  |  |  |  |  |  |  |  |
| |                                                                  |  |  |  |  |  |  |  |  |  |  |  |  |  |  |  |
| |                                                                  |  |  |  |  |  |  |  |  |  |  |  |  |  |  |  |
| | 13. Elisabeth của Phổ                                            |  |  |  |  |  |  |  |  |  |  |  |  |  |  |  |
| |                                                                  |  |  |  |  |  |  |  |  |  |  |  |  |  |  |  |
| |                                                                  |  |  |  |  |  |  |  |  |  |  |  |  |  |  |  |
| | 27. Maria Anna Amalie xứ Hessen-Homburg                          |  |  |  |  |  |  |  |  |  |  |  |  |  |  |  |
| |                                                                  |  |  |  |  |  |  |  |  |  |  |  |  |  |  |  |
| |                                                                  |  |  |  |  |  |  |  |  |  |  |  |  |  |  |  |
| | 3. Alix của Hessen và Rhein                                      |  |  |  |  |  |  |  |  |  |  |  |  |  |  |  |
| |                                                                  |  |  |  |  |  |  |  |  |  |  |  |  |  |  |  |
| |                                                                  |  |  |  |  |  |  |  |  |  |  |  |  |  |  |  |
| | 28. Edward của Liên hiệp Anh                                     |  |  |  |  |  |  |  |  |  |  |  |  |  |  |  |
| |                                                                  |  |  |  |  |  |  |  |  |  |  |  |  |  |  |  |
| |                                                                  |  |  |  |  |  |  |  |  |  |  |  |  |  |  |  |
| | 14. Victoria I của Liên hiệp Anh và Ireland                      |  |  |  |  |  |  |  |  |  |  |  |  |  |  |  |
| |                                                                  |  |  |  |  |  |  |  |  |  |  |  |  |  |  |  |
| |                                                                  |  |  |  |  |  |  |  |  |  |  |  |  |  |  |  |
| | 29. Victoire xứ Sachsen-Coburg-Saalfeld                          |  |  |  |  |  |  |  |  |  |  |  |  |  |  |  |
| |                                                                  |  |  |  |  |  |  |  |  |  |  |  |  |  |  |  |
| |                                                                  |  |  |  |  |  |  |  |  |  |  |  |  |  |  |  |
| | 7. Alice của Liên hiệp Anh                                       |  |  |  |  |  |  |  |  |  |  |  |  |  |  |  |
| |                                                                  |  |  |  |  |  |  |  |  |  |  |  |  |  |  |  |
| |                                                                  |  |  |  |  |  |  |  |  |  |  |  |  |  |  |  |
| | 30. Ernst I xứ Sachsen-Coburg và Gotha                           |  |  |  |  |  |  |  |  |  |  |  |  |  |  |  |
| |                                                                  |  |  |  |  |  |  |  |  |  |  |  |  |  |  |  |
| |                                                                  |  |  |  |  |  |  |  |  |  |  |  |  |  |  |  |
| | 15. Albrecht xứ Sachsen-Coburg và Gotha                          |  |  |  |  |  |  |  |  |  |  |  |  |  |  |  |
| |                                                                  |  |  |  |  |  |  |  |  |  |  |  |  |  |  |  |
| |                                                                  |  |  |  |  |  |  |  |  |  |  |  |  |  |  |  |
| | 31. Luise Pauline xứ Sachsen-Gotha-Altenburg                     |  |  |  |  |  |  |  |  |  |  |  |  |  |  |  |
| |                                                                  |  |  |  |  |  |  |  |  |  |  |  |  |  |  |  |
| |                                                                  |  |  |  |  |  |  |  |  |  |  |  |  |  |  |  |